# Ligne 47A (Infrabel)
Pour les articles homonymes, voir Ligne 47.
La ligne 47A est une ligne de chemin de fer belge, construite par les Allemands, qui reliait autrefois la Ligne 42 et la Ligne 48 sur la Vennbahn et a été en grande partie fermée lors de la Seconde Guerre mondiale. Le reste de la ligne est désormais hors-service.

## Histoire
Le 5 janvier 1914, les Chemins de fer de l'État belge et les Chemins de fer prussiens mettent en service la ligne, alors transfrontalière, de Stavelot à Malmédy (actuelle ligne 45). Ce projet, maintes fois repoussé car la Belgique craignait d'être impliquée en cas de guerre, a par conséquent été réalisé à voie unique, avec une infrastructure limitant le tonnage des trains. Il s’appuie en outre sur des lignes anciennes et sinueuses.
Après l'invasion de la Belgique en août 1914, l’état-major allemand envisage la construction de nouvelles lignes sur un axe est-ouest pour pallier les limitations du réseau existant.
La ligne 47 est vue comme un maillon stratégique pour la traversée du pays par les trains de transport de troupes afin de pouvoir doubler la ligne 45 Waimes - Malmedy - Stavelot - Trois-Ponts. Elle relie Born sur la Vennbahn, alors en territoire allemand, à Vielsalm sur la ligne 42, un axe important vers Liège et Gouvy.
La construction de la ligne 47A dure de 1914 à 1917. Dans la même optique, la ligne 42 est portée à deux voies entre Rivage et Vielsalm et une nouvelle portion de la ligne 163 est construite entre Saint-Vith et Gouvy.
La ligne 47A et la nouvelle ligne 163 constituent deux lignes parallèles, séparées par seulement 7 km.
Après la Première Guerre mondiale, la ligne 47A, la Vennbahn et la ligne 163 prolongée se retrouvent entièrement en territoire belge. Sur la ligne 47A, le trafic régulier est assez faible et se limite à quelques trains omnibus.
En 1940, alors que l'invasion de la Belgique semblait imminente, l’armée belge prend ses dispositions pour rendre cette ligne inutilisable en cas de guerre. Le 10 mai 1940, alors que les troupes allemandes franchissent la frontière, le viaduc de Hermanmont est dynamité.
Sous l'occupation, les Allemands découvrent que l'explosion, qui a détruit quatre arches sur les dix du viaduc, a aussi compromis la stabilité du reste de l’ouvrage, construit en béton non-armé, rendant une réparation impossible, à moins de construire un nouveau pont.
Après 1945, la SNCB décide d’abandonner toute la portion au-delà du viaduc. Seule subsiste une desserte locale pour desservir des industries près de Vielsalm. Ce dernier vestige de la ligne est fermé en 1972.
Le viaduc de Hermanmont a continué de s'effondrer après la guerre. Il ne reste désormais que les deux culées, une des arches et un pilier.

## Caractéristiques
La ligne fut construite à double voie avec une multitude d'ouvrages de terrassement en raison du paysage accidenté. Elle part d'une altitude de 360 mètres à Vielsalm et atteint son sommet entre Recht et Born (près de 500 mètres) avant de redescendre vers Born (465 m).
Pour s'extraire de la vallée de la Salm en gardant une pente modérée, la ligne réalise une longue courbe en S comprenant un impressionnant viaduc en courbe haut de 33 m, le viaduc de Hermanmont qui comptait dix arches.
La ligne continue ensuite en remblai ou en tranchée (en partie comblé après la fermeture de la ligne). À Born, un viaduc de onze arches culminant à 18 m surplombe le village et enjambe la Vennbahn. Il est à l’abandon depuis la fin de la guerre et a récemment été restauré pour que 2 arches soient servent de plateforme d'observation en lien avec RAVeL qui parcourt la ligne 48.